# علي سردار جعفري
علي سردار جعفري شاعر من الهند. كتب باللغة الأردية و مفكر يساري و شخصية بارزة في جمعية الكتاب التقدميين و محرر عدد من المجلات الأدبية. ولد في 29 نوفمبر 1913، و له تسعة دواوين شعرية وله مسرحية ومجموعة قصصية وأربعة كتب نثرية. ترجم شعر غالب من الفارسية. حصل على عدد من الجوائز الأدبية منها جائزة نهرو من أرض السوفييت وزمالة أكاديمية الآداب وجائزة بادماشري. تزوج في يناير 1948 وكان له ابنين. توفي في 1 أغسطس 2000.